# Тарек Будалі
Тарек Будалі (нар. 5 листопада 1979, Париж) — французький актор, сценарист і кінорежисер.
Він є членом комічної трупи La Bande à Fifi з Філіппом Лашо. Набув популярності за свою роль Сема у фільмі Superнянь і за роль Кадера Бен Газавіра в серіалі En Famille на каналі M6.

## Біографія
Тарек Будалі, марокканець за походженням, має вищу технічну освіту (BTS) Negociation Relation Client (NRC) .

### Кар'єра
У 2012 році він приєднався до акторського складу ситкому на каналі M6 En famille, де зіграв роль Кадера, молодого батька. Після закінчення 7 сезону, у 2018 році, він залишив серіал.
Потім він досяг успіху в кіно знявшись в Superнянь, випущеним у 2014 році, і другої частини фільму, випущеним у 2015 році, «Superнянь 2», зі своїми друзями Жюльєном Арруті і Філіппом Лашо.
У лютому 2017 року команда випускає новий фільм "Alibi.com" після довгої рекламної кампанії для зустрічі з фанатами. Також у 2017 року Тарек зняв свій перший фільм, Épouse-moi mon pote, в якому зіграв головну роль разом з Філіппом Лашо та Жюльєном Арруті.
У 2018 році він приєднався до трупи Les Enfoirés,, але не бере участі в ній з 2020 року.
14 жовтня 2020 року Будалі стає режисером фільму Коп на драйві.

## Фільмографія
| Рік  |   | Українська назва          | Оригінальна назва                    | Роль                            |
| ---- | - | ------------------------- | ------------------------------------ | ------------------------------- |
| 2010 | ф | Серцеїд                   | L'arnacoeur                          | директор готелю Monte Carlo Bay |
| 2010 | ф | Італієць                  | L'Italien                            | Карім Бен Сауд                  |
| 2013 | ф | Париж за будь-яку ціну    | Paris à tout                         | Рим Херієрі - Тарек             |
| 2014 | ф | Superнянь                 | Babysitting                          | Сем                             |
| 2015 | ф | Superнянь 2               | Babysitting 2                        | Сем                             |
| 2017 | ф | Super Алібі               | Alibi.com                            | Мехді                           |
| 2017 | ф | Одружись зі мною, чувак   | Épouse-moi mon pote                  | Яссін                           |
| 2018 | ф | Плейбой під прикриттям    | Nicky Larson et le parfum de Cupidon | Пончо, муніципальний агент      |
| 2018 | ф | Моє діамантове розлучення | Brillantissime                       | парашутист                      |
| 2020 | ф | Коп на драйві             | 30 Jours Max                         | Райан                           |
| 2023 | ф | СуперАлібі 2              | Alibi.com 2                          | Мехді                           |

### Режисер
- 2017 — Одружись зі мною, чувак
- 2020 — Коп на драйві

### Сценарист
- 2014 — Superнянь Філіпп Лашо
- 2017 — Одружись зі мною, чувак
- 2020 — Коп на драйві